# Siegfried Guber
Georg Siegfried Guber (* 16. Mai 1933 in Nürnberg; † 8. September 1968 in Eforie, Rumänien) war ein deutscher Mathematiker.

## Leben
Siegfried Guber studierte Mathematik, Physik und Chemie an der Universität Erlangen und ging nach dem Staatsexamen für das Höhere Lehramt 1958 als Assistent an das Institut für Geometrie der TH München. 1961 promovierte er in Erlangen (Über die Struktur gewisser Funktionskegel) bei Heinz Bauer. Von 1962 bis 1965 war er Assistent in Hamburg. Danach war er wieder an der Universität Erlangen, ab 1967 als Konservator, und hielt Vorlesungen. 1968 habilitierte er sich dort. Seine Habilitationsschrift behandelte die Frage, welche Klassen linearer parabolischer Differentialgleichungen zweiter Ordnung durch die Theorie harmonischer Räume beschrieben werden können.
Seine Dissertation und frühen Arbeiten behandelten Funktionenkegel in Anschluss an Gustave Choquet und Jacques Deny.
Siegfried Guber verunglückte beim Schwimmen im Schwarzen Meer am Strand von Eforie. Er war dort auf Einladung der Rumänischen Akademie der Wissenschaften und trug über das Thema seiner Habilitation vor.

## Schriften
- Maßtheoretische Kennzeichnung gewisser Funktionenkegel, Archiv Math., Band 15, 1964, S. 58–70.
- Darstellungs- und Stabilitätssätze für Funktionenkegel, Mathematische Zeitschrift, Band 86, 1964, S. 64–74.
- Über die Konvexität von Verbandskegeln, Mathematische Annalen, Band 159, 1965, S. 356–364.
- Lineare Algebra und Analytische Geometrie, 2 Bände, Erlangen: Merkel, 1967, 1968, 3. Auflage 1972.
- On the potential theory of linear, homogeneous parabolic partial differential equations of second order, in: Lecture notes in mathematics 31, Springer 1967, S. 112–117.